# John Weinzweig
John Jacob Weinzweig, OC, O.Ont (* 11. März 1913 in Toronto, Ontario; † 24. August 2006 in Toronto, Ontario) war ein kanadischer Komponist.

## Leben
Weinzweig studierte ab 1934 an der Universität von Toronto bei Healey Willan, Leo Smith und Sir Ernest MacMillan und von 1937 bis 1938 an der Eastman School in Rochester bei Bernard Rogers. Von 1939 bis 1978 unterrichtete er am Konservatorium von Toronto. Er gründete 1934 das Sinfonieorchester der Universität von Toronto und gehörte 1951 zu den Gründern der Canadian League of Composers.
Für sein Divertimenti für Soloflöte und Streichorcheste wurde er bei den Olympischen Kunstwettbewerben 1948 in der Rubrik Soloinstrumente und Kammermusik mit der Silbermedaille geehrt.
Er komponierte Ballette und weitere musikalische Bühnenwerke, eine Sinfonie, eine sinfonische Ode, eine Orchesterrhapsodie, ein Violin-, ein Klavier- und ein Harfenkonzert, kammermusikalische Werke, Klavier- und Chormusik, Lieder und zahlreiche Film- und Hörspielmusiken.
Er war verheiratet mit der Schriftstellerin Helen Weinzweig (1915–2010).

## Schriften
- John Weinzweig – His Words and His Music, 1986
- Sounds and Reflections, 1990